# Maniace Vár
A Maniace Vár (olaszul: Castello Maniace), Siracusa erődítménye, ami Ortigia-szigetén található Szicíliában. A sziget legdélebbi földnyelvén található, 1232 és 1240 között építette II. Frigyes császár. A kastély nevét Georgisz Maniakisz bizánci hadvezérről kapta, aki seregével 1038-ban megostromolta és elfoglalta a várost az arabok elől. Eredetileg az erődbe csak hídon át lehetett bejutni, ami az azóta betemetett várárok felett húzódott. Az erődítmény ma nyitva áll a látogatók előtt és a város egyik legismertebb látványossága.

## Történelem
1038-ban Maniakhisz elfoglalta seregével Siracusát és kiűzték az arabokat, IV. Mikháel császár parancsára. II. Frigyes császár építésze Riccardo da Lentini építette újjá a várat 1232 és 1240 között. 1288-ben lakott itt III. Aragóniai Péter és családja. 1305 és 1536 között a Maniace Vár számos szicíliai királyné lakhelyéül szolgált.
A 15. század alatt börtönként funkcionált a vár.

## Galéria

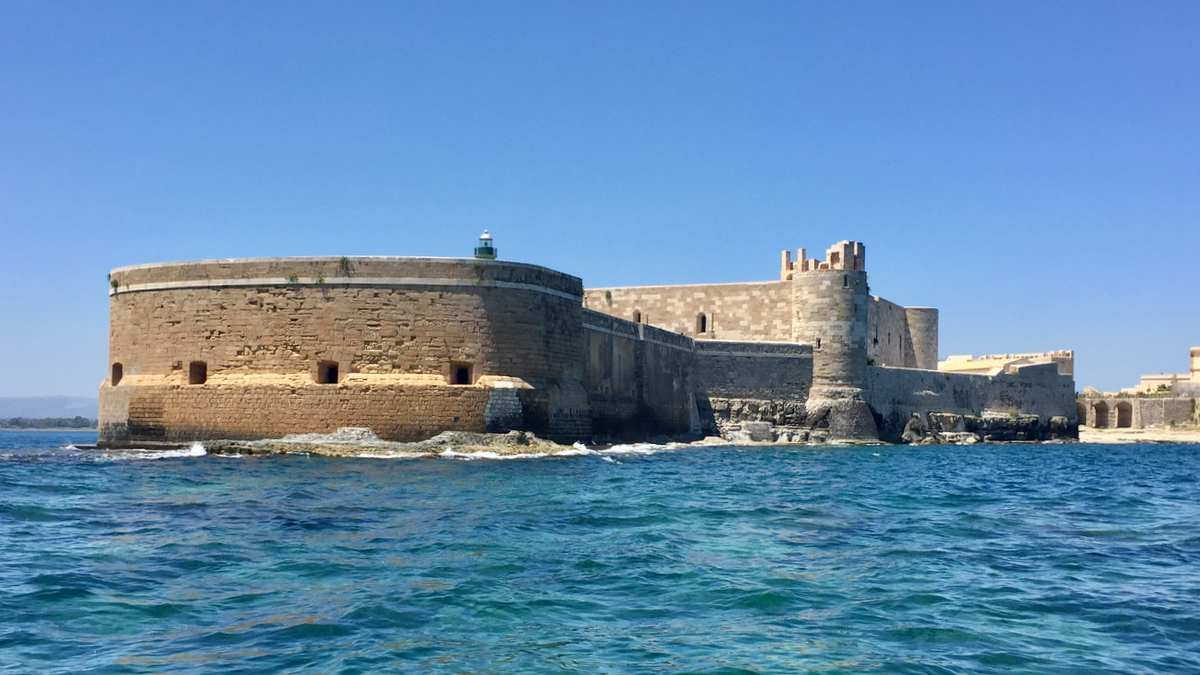
Maniace Vár a tengerfelőli nézetben.
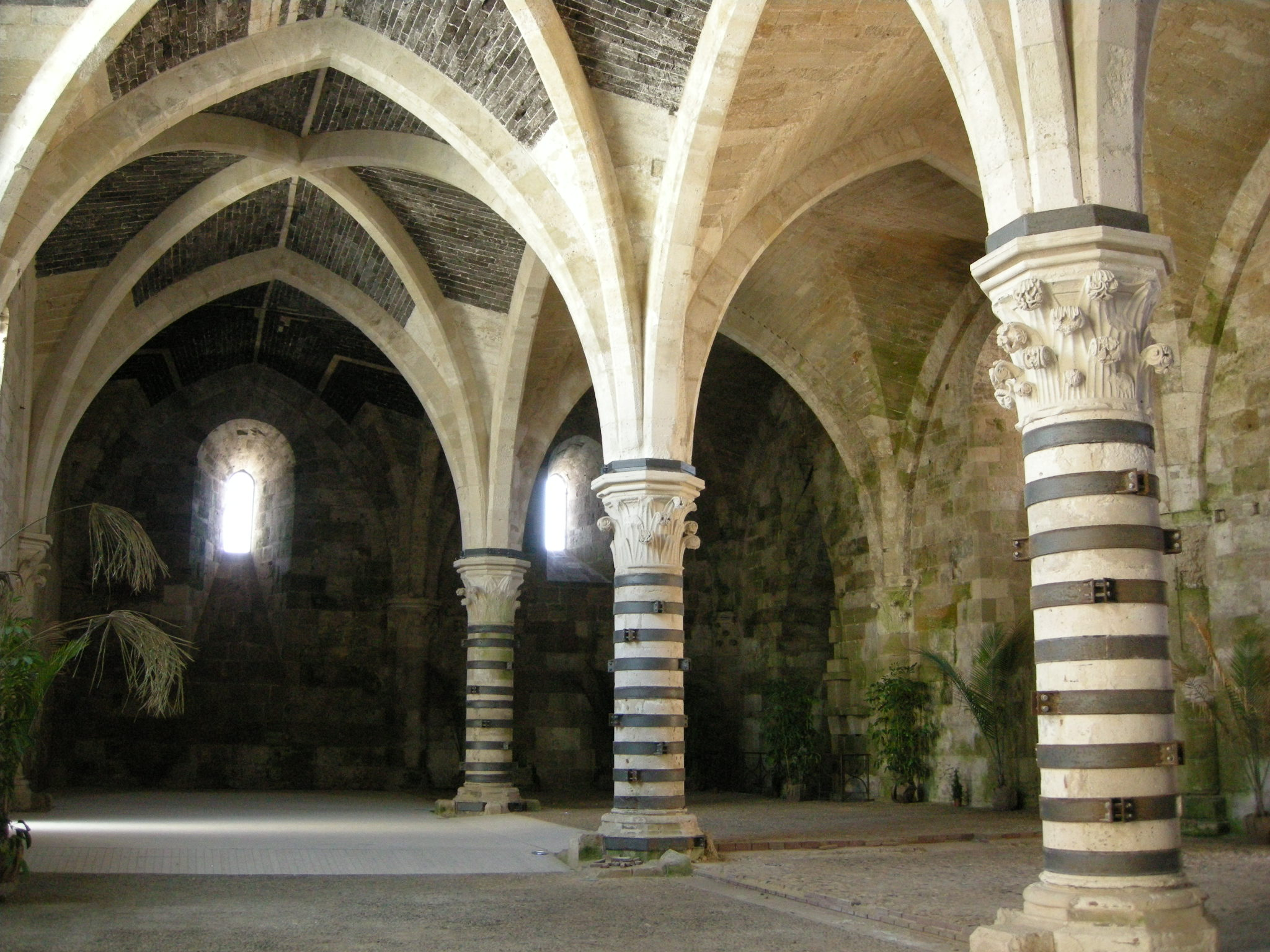
Beltér, bordás keresztboltozattal és csúcsívvekkel
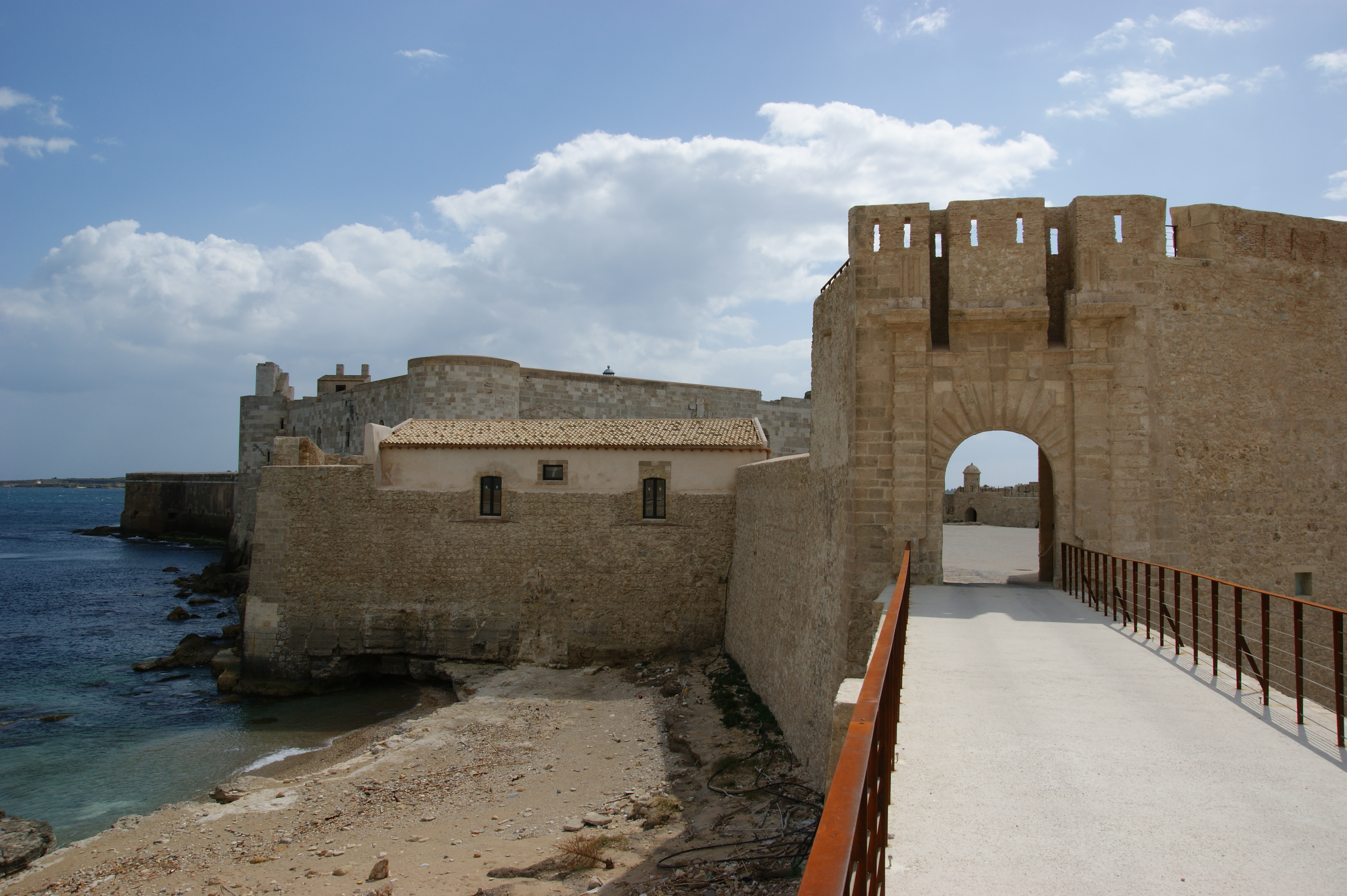
Az erődítmény kapuja